# Pristiterebra
Pristiterebra is een geslacht van weekdieren uit de klasse van de Gastropoda (slakken).

## Soorten
- Pristiterebra bifrons (Hinds, 1844)
- Pristiterebra frausseni Poppe, Tagaro & Terryn, 2009
- Pristiterebra glauca (Hinds, 1844)
- Pristiterebra macleani (Bratcher, 1988)
- Pristiterebra milelinae (Aubry, 1999)
- Pristiterebra miranda (E. A. Smith, 1873)
- Pristiterebra petiveriana (Deshayes, 1857)
- Pristiterebra pustulosa (E. A. Smith, 1879)
- Pristiterebra tuberculosa (Hinds, 1844)